# HD 85709
HD 85709，又名BD+06 2224，SAO 117975、HR 3915，是一颗恒星，视星等为5.95，位于銀經231.32，銀緯42.8，其B1900.0坐标为赤經9h 48m 27.8s，赤緯+6° 42.8′ 46″。